# Уно Ульберг
Уно Ульберг (швед. Uno Werner Ullberg; 15 лютого 1879, Виборг — 12 січня 1944, Гельсінкі) — фінський архітектор.

## Уродженець Виборга
Народився у місті Виборг. Мав шведське коріння.

## Освіта
1898 року закінчив Виборзький ліцей. Освіту продовжив у Гельсінській політехніці, котру закінчив 1903 року, архітектурний факультет. У період 1903—1906 рр. стажувався в архітектурному бюро «Уско-Нюструм — Петреліус — Пенттіля».

## Дослідження народної архітектури Фінляндії
1901 року обдарований Ульберг став стипендіатом Археологічного товариства Фінляндії. Його залучили до експедиції по Карельському півострову з завданням дослідження народної архітектури фінів, переважно з деревини. Керівником експедиції був Й. Кекконен. Оброблені Кекконеном матеріали експедиції увійшли у книгу «Народные стили в строительстве и декор Карелии». Ілюстрації до книги створив Уно Ульберг.

## Виборг, праця в рідному місці
1904 року Уно Ульберг відбув за кордон і здійснив подорож до Великої Британії, Шотландії та Франції.
1906 року повернувся до міста Виборг. Того ж року разом із товаришем по студентству А. Гюльденом створив архітектурне бюро. Вже 1908 року архітектори у співдружності створили бізнесовий та житловий будинок для фірми «Хакман і Ко», що стало візитівкою архітекторів в місті. Готова споруда мала ламаний поземний план і внутрішній двір. Дещо новим було детально розроблене облицювання з природного каменю та високі дахи (останні давно втрачені за років СРСР).
1911 року за сприяння Уно Ульберга був створений будинок Поєднаного банку, а згодом він вибудував бізнесовий та житловий комплекс акціонерного товариства «Карйяла» та Фінського Торговельного банку.
Роботу молодого архітектора помітили і він роками працюватиме над житловими, медичними та суспільно значимими спорудами, що перетворять Виборг на друге за значенням місто країни після Гельсінки. Уно Ульберг брався за створення як промислових, так і різних за функціями споруд. В його списку створеного — споруда редакції місцевої газети «Karjala», банки, комора для цукру фірми «Хакман і Ко», пологовий будинок і стадіон.
Художня манера митця повільно еволюціонувала зі стилістики північний модерн до функціоналізму. Серед споруд в останній стилістиці — Виборзький провінційний архів на місці недобудованої православної церкви та комплекс Виборзького художнього музею та художньої школи на старовинному фортечному бастіоні XVIII століття Панцерлакс.
Останній мав трикутний план. Внутрішній дворик був облямований корпусами, що мав два входи. Оголені стіни споруд були ефектно розімкнені на західному фасаді відкритою колонадою.

## Архітектурна практика (неповний перелік)

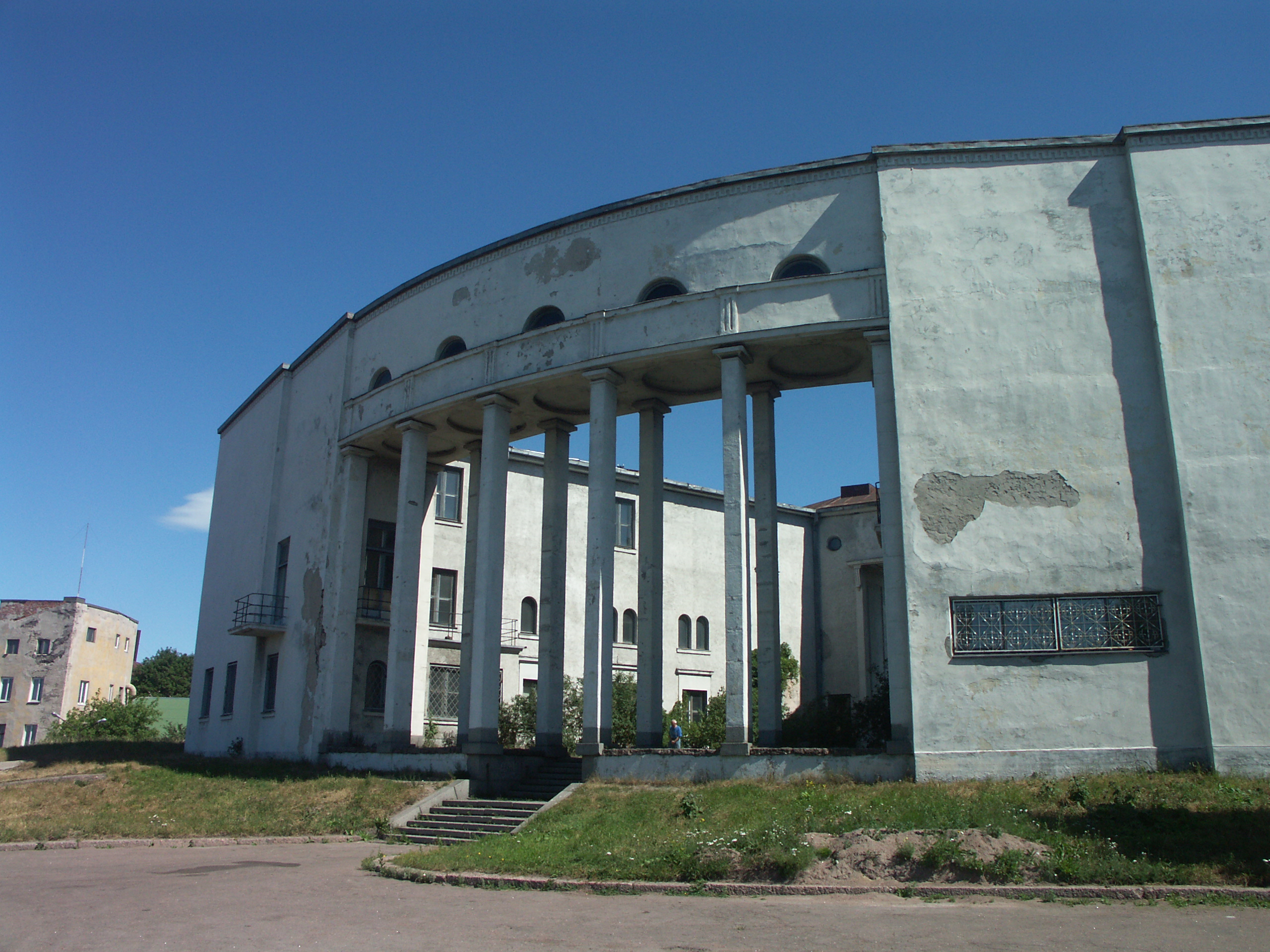
Уно Ульберг. Колишній Виборзький художній музей і художня школа

- Заміський будинок (вілла) радника комерції Еверта Селгрена, 1913 р.
- Народна школа, Енсо
- Об'єднаний банк, реконструкція
- Виборзький міський театр (комплекс Нової ратуші Виборга, зруйновано)
- Виборзький міський ломбард
- Середньовічна Кругла вежа, реконструкція, Виборг
- Колишній будинок фірми «Хакман і Ко», Виборг, 1908 р.
- Крамниця і житловий будинок Діппеля В., 1921 р.
- Споруда редакції місцевої газети «Karjala»
- Колишній Виборзький художній музей і художня школа, 1930 р., Виборг
- Виборзький провінційний архів, 1931 р.
- Стадіон для Виборга, 1932 р.
- Театр просто неба, Співоче поле, Виборг
- Церква, Каннельярві, 1934 р.
- Православна церква, Ристимякі, 1936 р.
- Медичне училище, Гельсінки
- Пологовий будинок, 1937 р., Виборг

## Дизайн печей
Декоративний стиль модерн як стиль опікувався не тільки створенням архітектурних споруд, а і завданнями та потягом до синтезу різних мистецтв в одній споруді. Уно Ульберг розробляв проекти декоративних ґрат, меблів, печей для опалювання приміщень. Ще 1873 року в Гельсінки заснували керамічний завод «Арабія» як філію шведського заводу Rörstrand. До створення нових моделей печей з кольоровими кахлями були залучені архітектори Уно Ульберг та Якоб Аренберг, обидва уродженці міста Виборг.

## Громадська діяльність
- Депутат міської Думи міста Виборг.
- Голова Архітектурно-проектної комісії, Виборг
- Голова Архітектурного товариства, Виборг
- Член товариства «Прихильники мистецтв», Виборг

## Смерть в Гельсінкі
1936 року архітектор перебрався на житло у Гельсінки. Незважаючи на авторитет, у цей період літній архітектор будував мало. Серед споруд цього періоду — проект для Гельсінської політехніки.
Помер у Гельсінкі. Поховання відбулося на цвинтарі Хієтаніемі, надгробок на могилі створений за проектом архітектора Алвара Аалто.

## Роботи

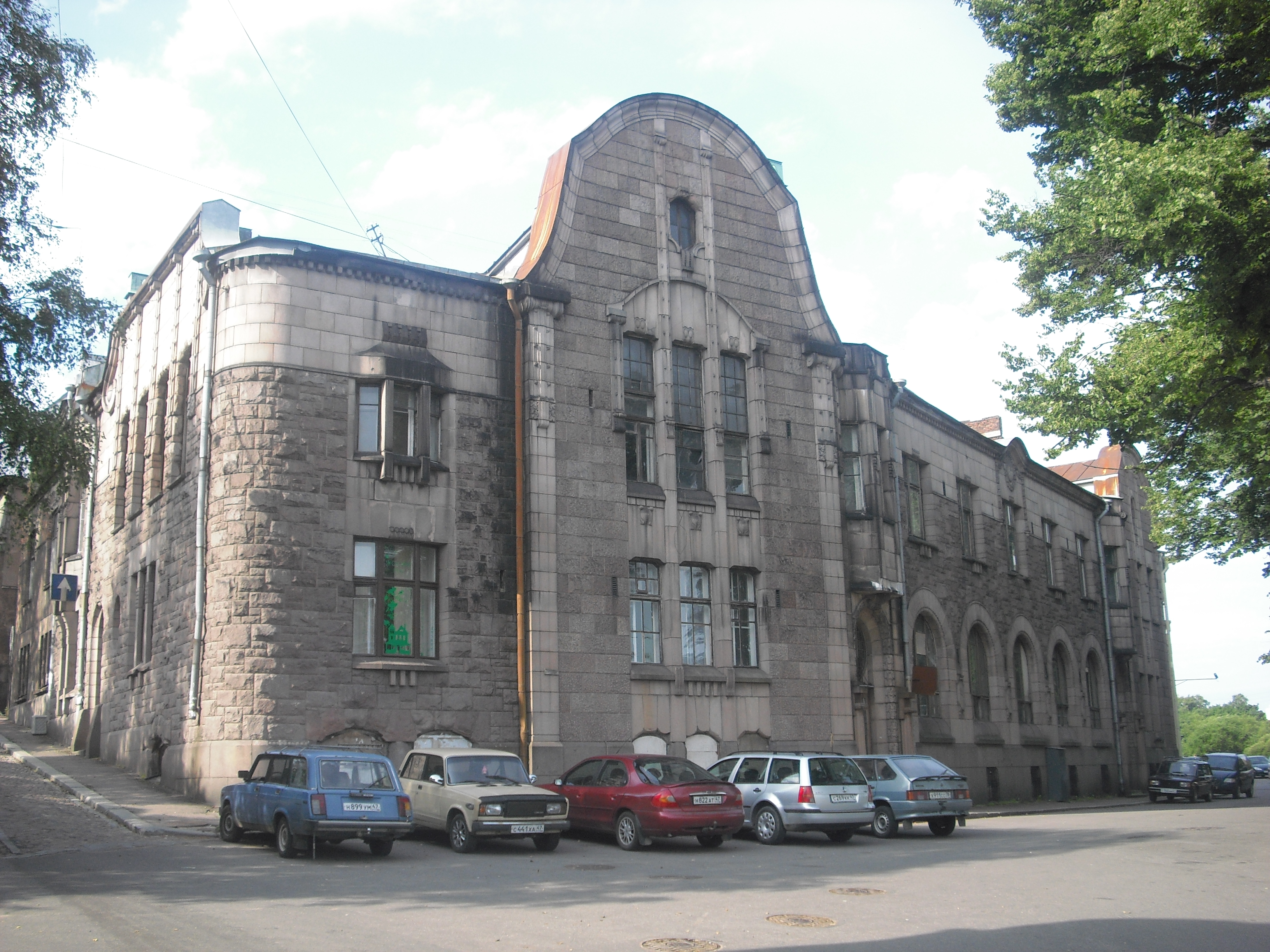
Уно Ульберг. Виборг. Колишній будинок фірми «Хакман і Ко», фото 2009 р.
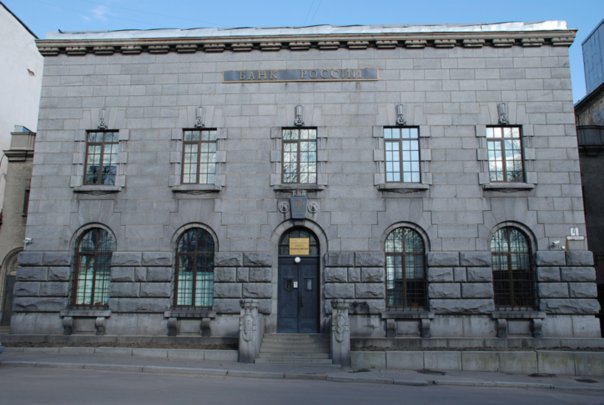
Уно Ульберг. Сортавала, банк
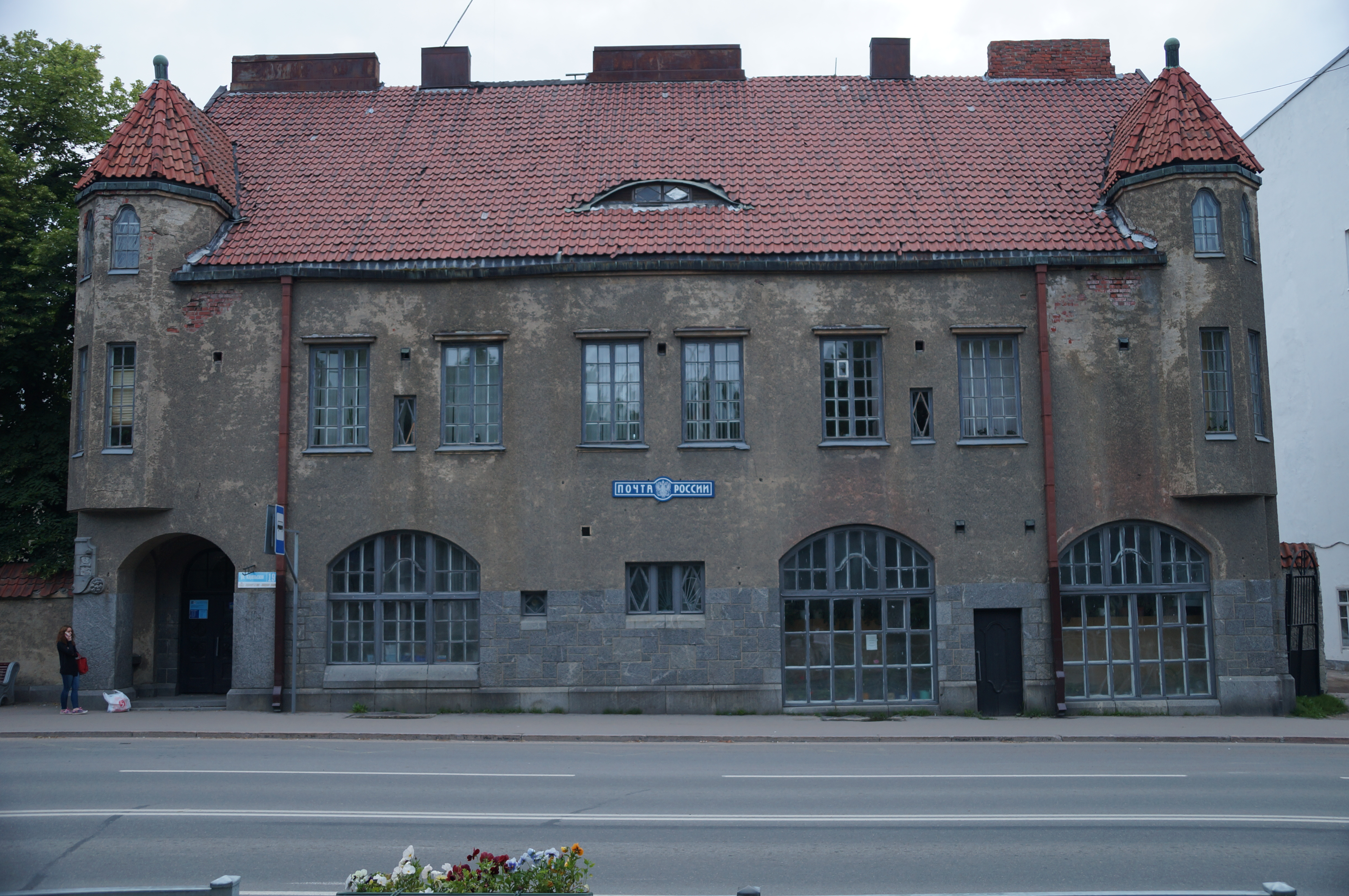
Уно Ульберг. Сортавала, пошта, вуличний фасад.
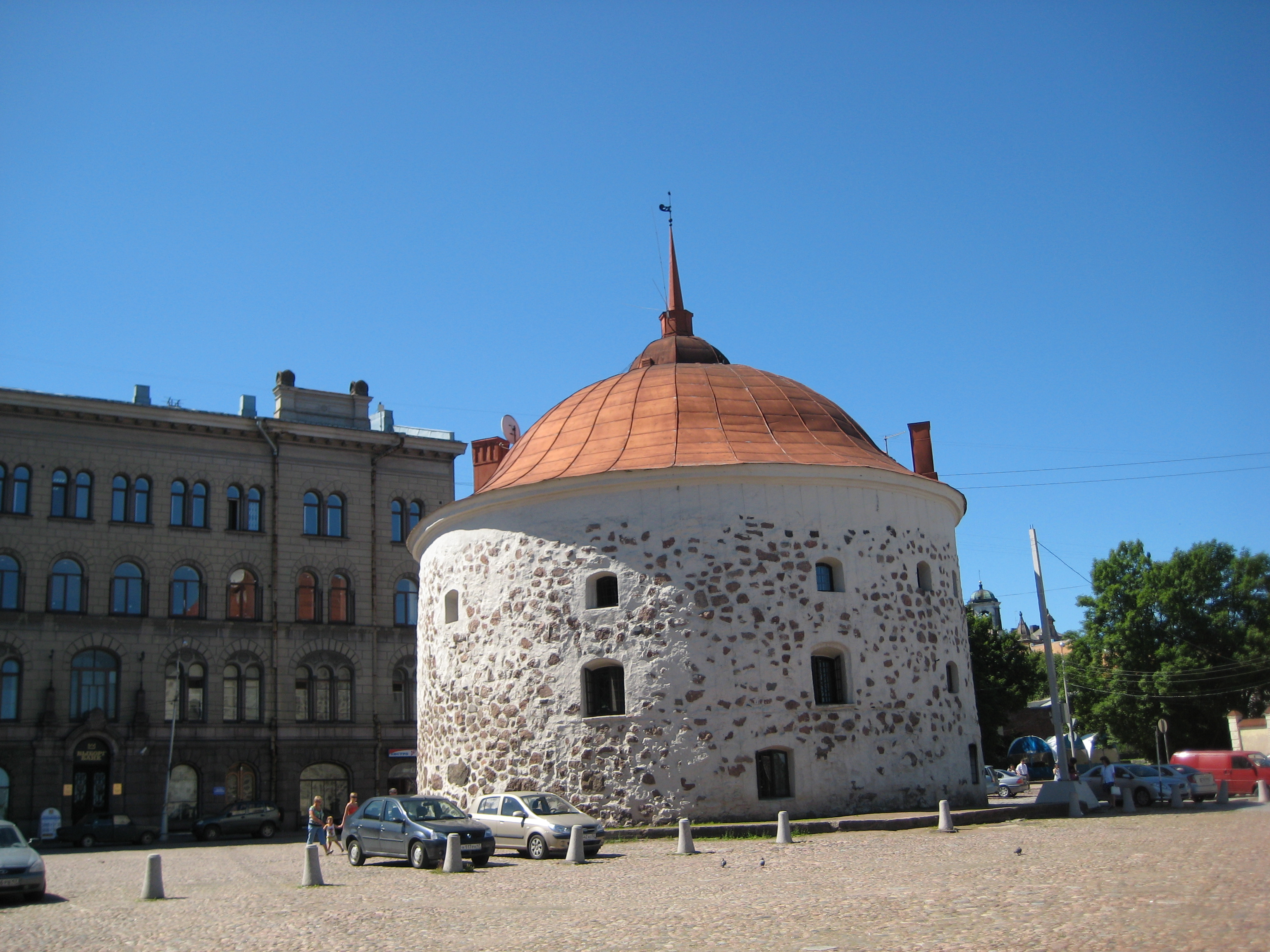
Виборг. Ринкова площа і середньовічна Кругла вежа.
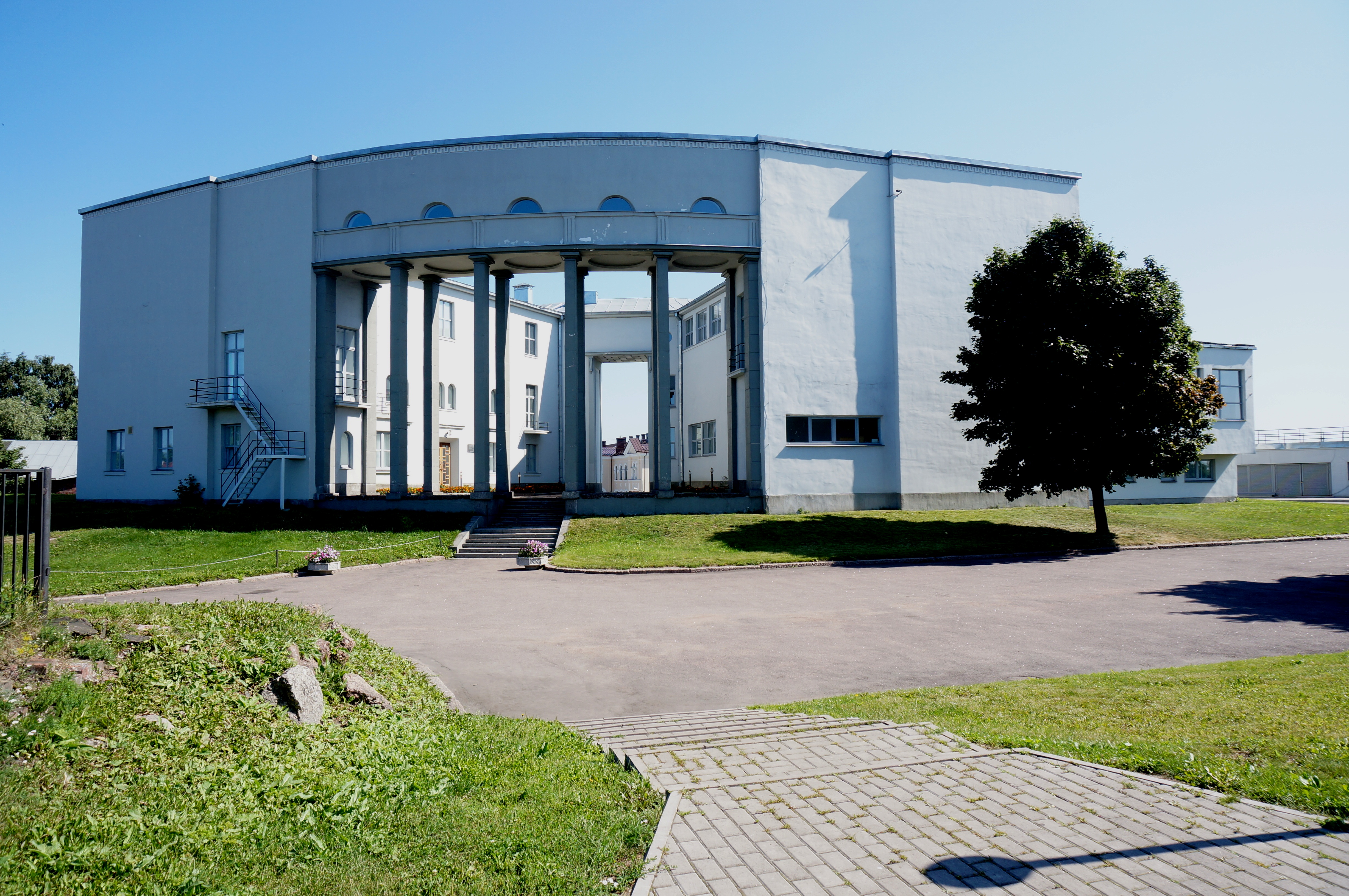
Уно Ульберг. Колишній Виборзький художній музей та художня школа, нині Ермітаж-Виборг.
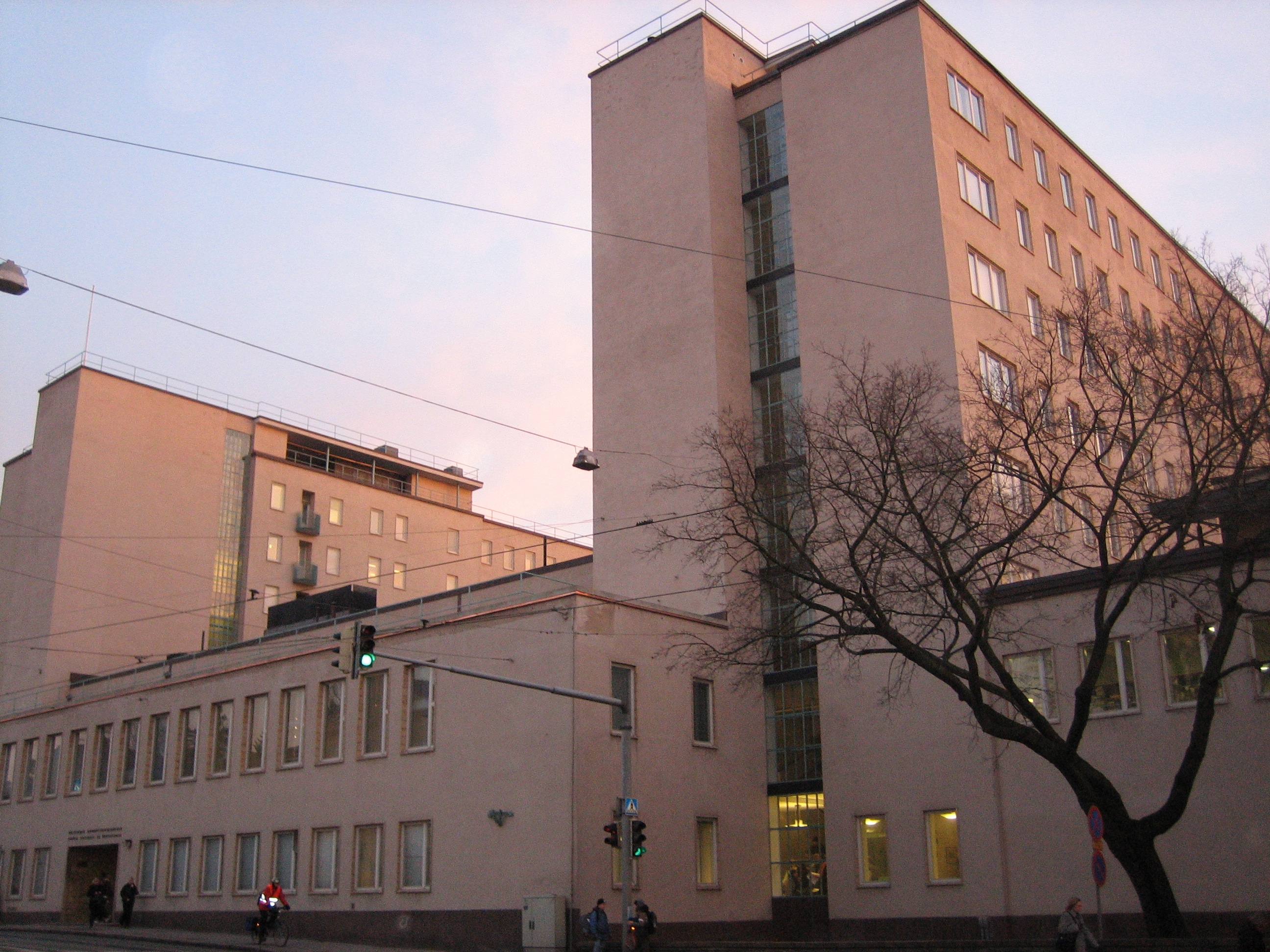
Уно Ульберг. Гельсінська політехніка